# Bära
Die Bära ist das Hauptgewässer des Unter-Naturraums Hohe Schwabenalb innerhalb der Schwäbischen Alb in den baden-württembergischen Landkreisen Zollernalbkreis und Tuttlingen. Sie mündet auf der Baaralb bei Fridingen von links und aus nordwestlicher bis nördlicher Richtung kommend in die Donau.
Der Fluss entsteht aus dem Zusammenfluss der linken Oberer Bära und der rechten Unterer Bära. Die ab diesem Punkt 12,7 Kilometer lange vereinte Bära erreicht zusammen mit ihrem längeren und etwas einzugsgebietsreicheren Oberlauf, der Unteren Bära, eine Gesamtlänge von 26,3 Kilometern.

## Geographie

### Obere Bära

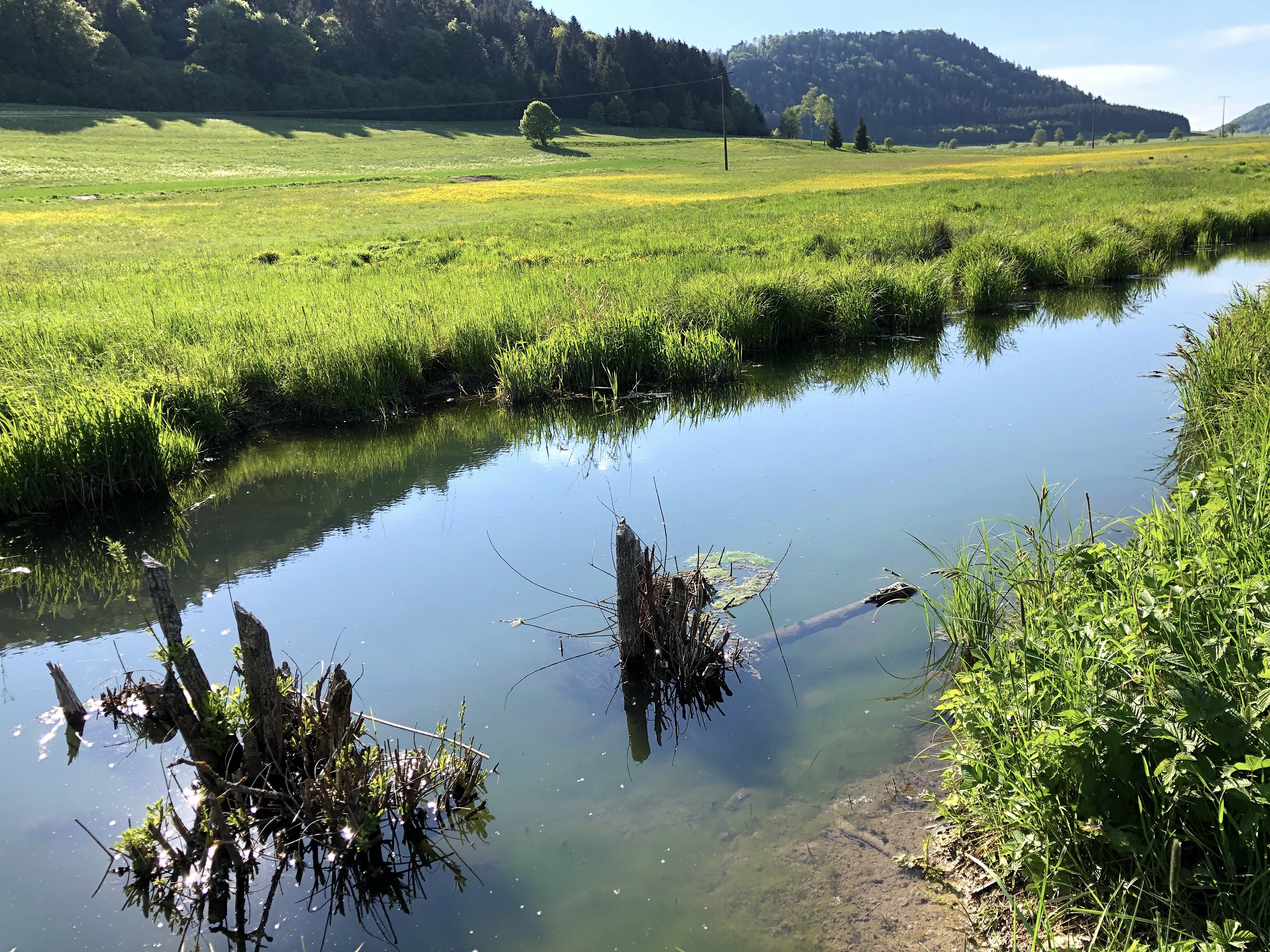
Obere Bära südlich von Tieringen

Die Obere Bära entspringt im Westen der Schwäbischen Alb, unmittelbar an der Europäischen Hauptwasserscheide, nahe dem Albtrauf beim Meßstetter Ortsteil Tieringen. Nur einen halben Kilometer nordwestlich ihres Oberlaufs zieht die junge Schlichem, die über den Neckar in den Rhein entwässert, am anderen Dorfrand von Tieringen ihre Oberlaufkehre nach Nordwesten.
Die Obere Bära läuft 12,8 Kilometer südwärts, entwässert oberflächlich ein Gebiet von 50,9 km² und durchquert dabei die folgenden Gemeinden und Städte:
- Tieringen (Ortsteil von Meßstetten)
- Oberdigisheim (Ortsteil von Meßstetten)
- Unterdigisheim (Ortsteil von Meßstetten)
- Nusplingen

#### Zuflüsse
Liste der Zuflüsse von der Quelle bis zum Zusammenfluss:
Die oberste Quelle der Oberen Bära liegt auf unter 850 m ü. NHN am Ostrand von Tieringen, an der Steige der K 7143 nach Meßstetten-Hossingen. Von hier fließt die Obere Bära zunächst etwa dreiviertel Kilometer hangabwärts nach Südwesten. Sobald sie die Mitte des mit der Schlichem geteilten Talzugs erreicht hat, wendet sie sich zunächst nach Südosten.
- Fohbach, von rechts auf unter 785 m ü. NHN auf halbem Wege nach Oberdigisheim, 1,9 km. Entspringt einer Waldklingenquelle beim Heidenhof.
- Kohlstattbrunnenbach, von rechts auf 770,2 m ü. NN[LUBW 2] in Oberdigisheim, 3,8 km und 8,0 km². Entspringt auf rund 870 m ü. NHN der Quelle Kohlstattbrunnen in einer Waldklinge westlich von Geyerbad. Durchläuft etwas vor dem Ortsanfang von Oberdigisheim auf unter 800 m ü. NHN den Stausee Kohlstatt-Brunnenbach, 3,5 ha. Mündet etwas abwärts auch über einen kurzen, in der Dorfmitte abgehenden und im Siedlungsbereich verdolten Hochwasserentlastungskanal.
- Burtelbach, von links auf etwa 749 m ü. NHN in Unterdigisheim, 2,9 km und 12,7 km². Entsteht auf etwa 812 m ü. NHN in einem feuchten Talgrund südlich von Hossingen und erfährt bald danach kurzen Zulauf von weiteren Quellen auf dem Grund eines Nebentals.
- Sägebach, von rechts auf 720,8 m ü. NN[LUBW 2] im beginnenden Nusplingen. 0,4 km und 3,7 km². Entsteht auf etwa 750 m ü. NHN am Hangfuß des Oberen-Bära-Tals unmittelbar nach einem zulaufenden kurzen Trockental.
- Tellenbach, von rechts auf über 715 m ü. NHN in Nusplingen, 0,7 km und 3,4 km².  Entsteht auf etwa 750 m ü. NHN am Hangfuß unterm Uhufelsen unmittelbar vor einem zulaufenden Trockental.
- (Zwei Zuläufe vom Hagenbrunnen am Hangfuß), von links ober- und unterhalb der Flussbrücke im Dorf, beide 0,2 km. Entstehen auf über 740 m ü. NHN.
- Rauzenbach/Abendbach, von rechts auf etwa 713 m ü. NHN in Nusplingen, 0,5 km. Entsteht auf wenig über 750 m ü. NHN am Hangfuß unterm Tannenfelsen am Südrand der Trockentalmündung. Besitzt ebenfalls eine Hochwasserableitung, die weiter talwärts mündet.
- (Abgang eines Triebwerkkanals), nach rechts. Nimmt weitere Hangfußquellen auf und mündet nach 1,0 km kurz vor dem Zusammenfluss der beiden Bära-Oberläufe von links in die Untere Bära.

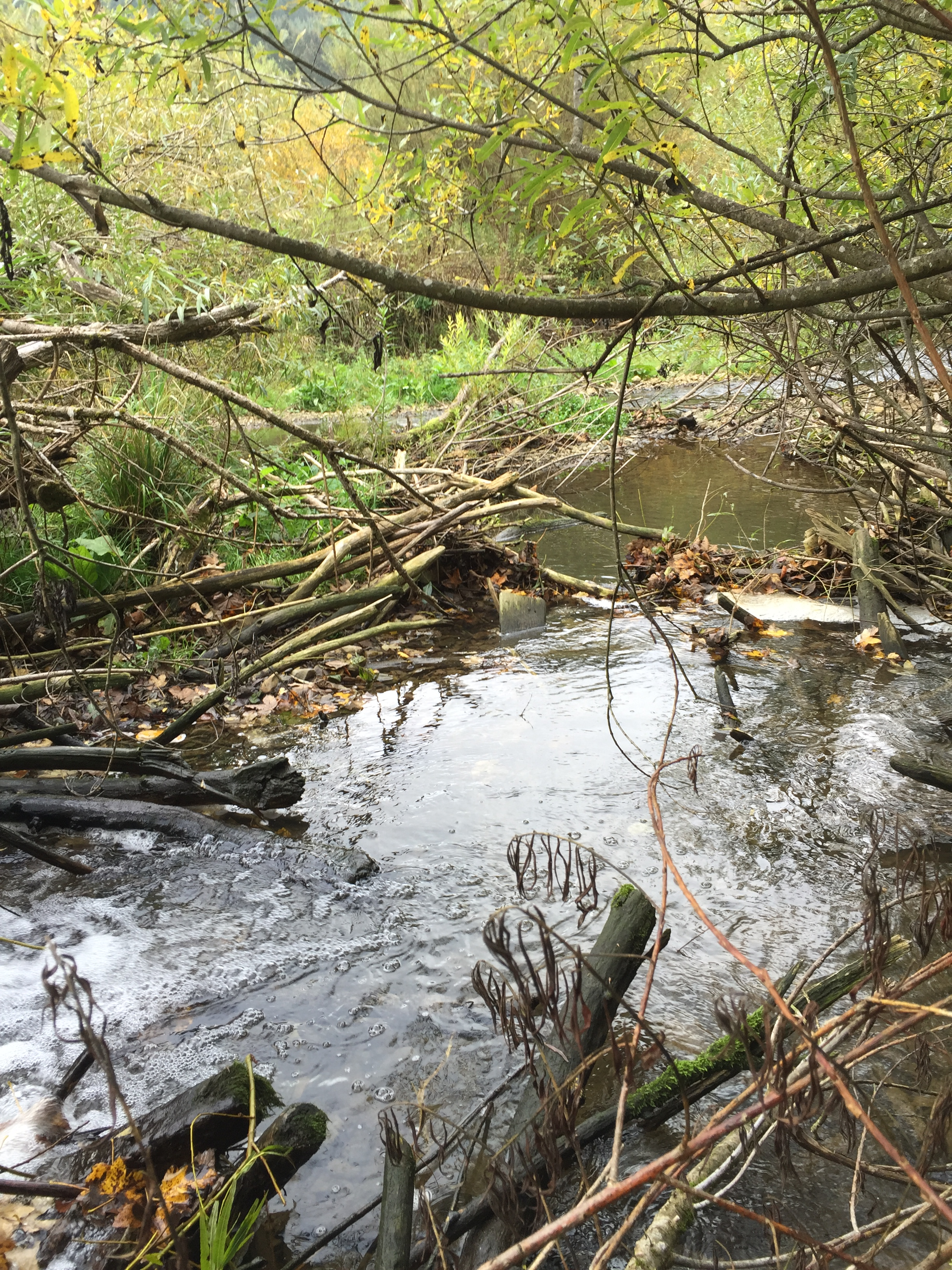
Zusammenfluss von Unterer (vorne) und Oberer Bära (von links) im Naturschutzgebiet Galgenwiesen

Zusammenfluss mit der rechten und längeren Unteren Bära auf den Galgenwiesen auf knapp 690 m ü. NHN.

### Untere Bära
Die Untere Bära entspringt nördlich des Ortsrands von Gosheim am Südfuß des Lembergs, des höchsten Bergs der Schwäbischen Alb. Auch hier liegt der Ursprung nahe der Großwasserscheide, die unbedeutendere Konkurrenz jenseits entwässert über deren Nebenfluss Starzel und die Prim ebenfalls zum Neckar.
Die Untere Bära läuft anfangs östlich, dann nach einem leichten Bogen südöstlich, ist 13,6 Kilometer lang, entwässert oberflächlich ein Gebiet von 52,4 km² und durchquert folgende Gemeinden und Städte:
- Gosheim
- Wehingen
- Reichenbach am Heuberg
- Egesheim

#### Zuflüsse
Liste der Zuflüsse von der Quelle bis zum Zusammenfluss:
Die Quelle der Unteren Bära liegt auf knapp 835 m ü. NHN, etwa 200 Meter nördlich des Ortsrands von Gosheim, neben der Kreisstraße nach Wilflingen (K 5905). Die Untere Bära fließt zunächst östlich, unweit des nördlichen Siedlungsrandes von Gosheim.
- Schwellbach, von rechts und Südwesten auf etwa 805 m ü. NHN am Nordrand des Gewerbegebiets im Gosheimer Nordosten, 0,7 km. Entsteht im Ortsbereich zwischen Wehinger und Daimlerstraße.
- Hinterhaldenbach, von links und Nordwesten auf unter 795 m ü. NHN nach den Sportplätzen von Gosheim, 2,0 km. Entsteht auf etwa 890 m ü. NHN am Südostfuß des Lembergs.
- (Waldhangbach), von rechts und Süden gleich nach dem vorigen, 0,7 km. Entsteht am Hang unterm Hochwald auf über 870 m ü. NHN.
- Mühlbach, teilweise auch Delkhofener Mühlbach, von links und Norden auf 783,3 m ü. NN[LUBW 2] östlich des Ortskerns von Wehingen, 4,3 km und 9,0 km². Entsteht auf unter 820 m ü. NHN etwas südlich der Lange Straße am Rande von Deilingen. Ab diesem Zufluss läuft die Untere Bära mehr und mehr südöstlich.
- Stebbach, von links und Norden auf 757,9 m ü. NN[LUBW 2] kurz vor dem Wehinger Ortsteil Harras, 4,3 km. Entsteht auf etwa 885 m ü. NHN im Riedertal.
- Harrasbach, von links und Norden auf 751,6 m ü. NN[LUBW 2] kurz nach dem Wehinger Ortsteil Harras, 4,8 km und 8,4 km. Entsteht auf etwa 890 m ü. NHN im Hölltäle östlich des Bol.
- Reichenbach, von links und Norden auf etwa 740 m ü. NHN durch Reichenbach am Heuberg, 1,8 km. Entspringt auf etwa 830 m ü. NHN nördlich des Ortes Reichenbach dem Weberbrunnen.
- Anhauser Bach, von rechts und Westen auf unter 720 m ü. NHN in Egesheim, 1,9 km und 4,6 km. Entspringt auf etwa 750 m ü. NHN Hangquellen am Bürgle östlich-unterhalb von Bubsheim.
- Seetalbach, von rechts und Südwesten auf über 710 m ü. NHN, 0,7 km. Entspringt auf etwa 750 m ü. NHN auf dem Grund einer Nebentalbucht nördlich von Königsheim.

Zusammenfluss mit der linken und kürzeren Oberen Bära auf den Galgenwiesen auf knapp 690 m ü. NHN.

### Bära
Die Obere und die Untere Bära vereinigen sich in den sogenannten Galgenwiesen, etwa vier Kilometer oberhalb des Ortes Bärenthal, zur Bära. Von dort fließt der Fluss, ohne weitere wesentliche Zuflüsse aufzunehmen, in mäßigen Talschlingen weitere 12,7 Kilometer südsüdöstlich. Dabei entwässert er oberflächlich ein zusätzliches Gebiet von 31,2 km² und durchquert die Gemarkung der Gemeinde Bärenthal, bevor er schließlich auf die Fridinger Gemarkung übertritt. Dort mündet die Bära nahe der Stadtmühle, zuletzt in südwestlicher Richtung, von links in die obere Donau – etwa an deren Eintritt in die rund elf Kilometer lange Fridinger Donauschleife.

## Geologie und Flussgeschichte
Die Bära ist ein sehr alter Fluss. Die Ur-Bära ist vermutlich sogar älter als die Urdonau. Sie leitete ihr Wasser und die Flussschotter („Juranagelfluh“-Schotter) in die Graupensandrinne, die vor der Entstehung der Donau die wichtigste Entwässerungsrinne war. In der Vergangenheit hat ein zeitweise sehr wasserreicher Bära-Fluss ein breites, tiefes Tal geschaffen.

## Schutzgebiete

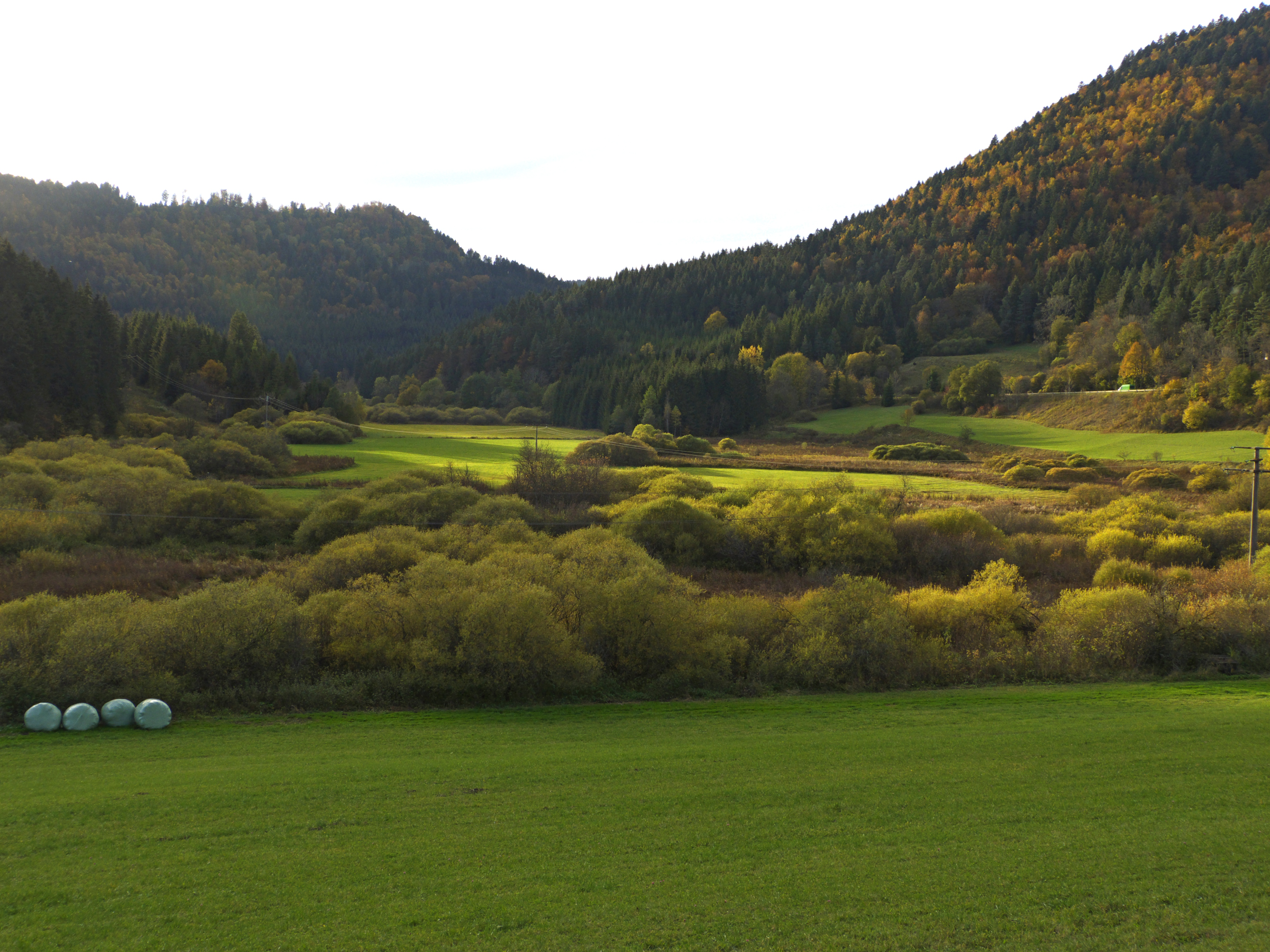
Naturschutzgebiet Galgenwiesen am Zusammenfluss von Oberer und Unterer Bära

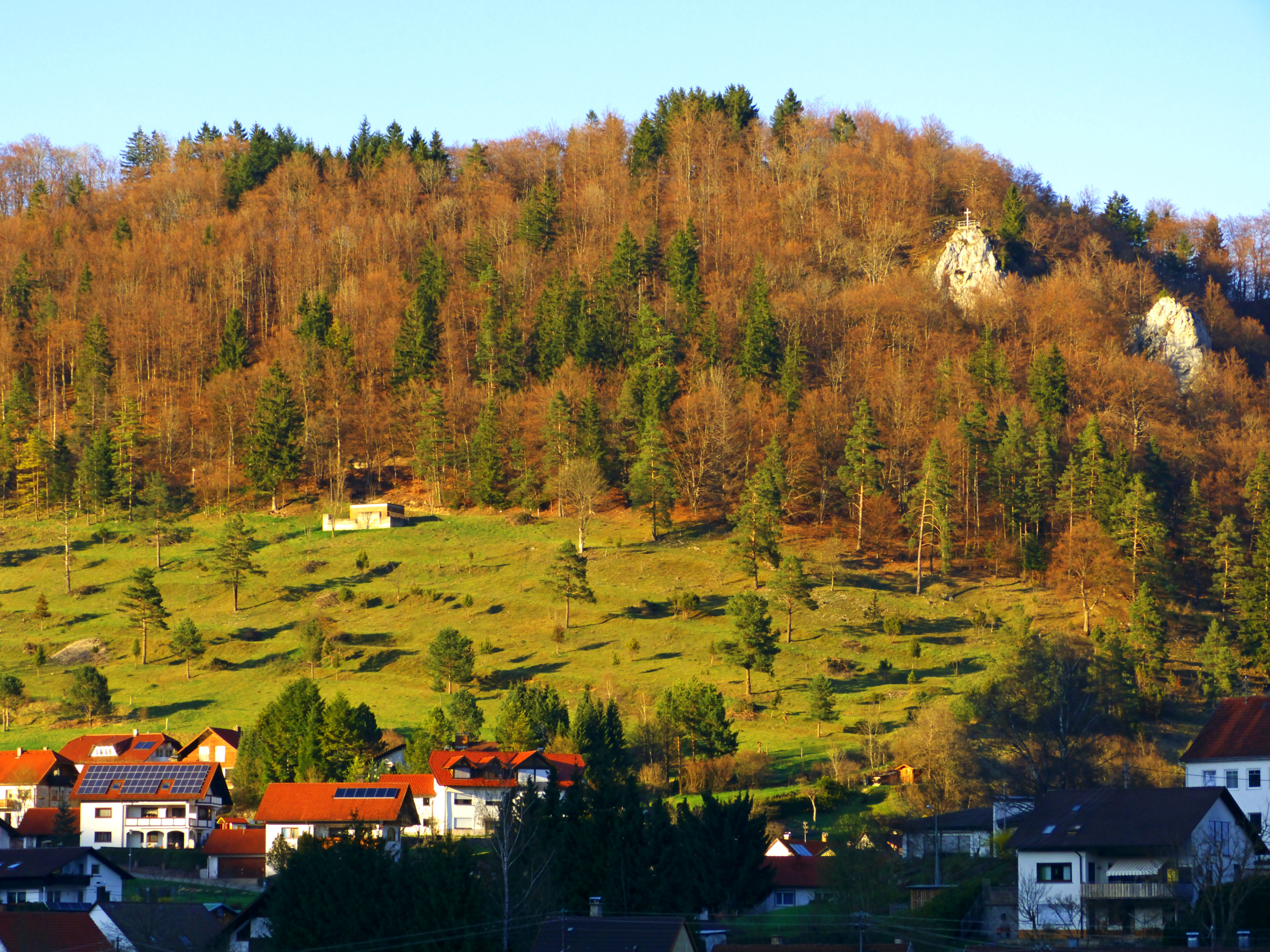
Naturschutzgebiet Hüttenberg direkt oberhalb von Bärenthal. Sichtbare, harte Massenkalkfelsen wie hier gibt es an Bäratalhängen öfters

Das gesamte Einzugsgebiet der Bära gehört zum Naturpark Obere Donau.
Die Obere Bära entspringt im Landschaftsschutzgebiet Nr. 4.17.042 Großer Heuberg und durchfließt dieses bis zum Zusammenfluss mit der Unteren Bära.
Kurz danach beginnt das Landschaftsschutzgebiet Nr. 3.27.062 Bäratal. Etwa einen Kilometer unterhalb der Gemeinde Bärenthal verläuft der Fluss bis zur Einmündung in die Donau im Landschaftsschutzgebiet Nr. 3.27.060 Donautal mit Bära- und Lippachtal.
Die Talböden fast durchgängig geschützt. Viele Talhänge und, ab dem Zusammenfluss, durchgehend alle genannten Bereiche sowie einige Gebiete des Hochplateaus der westlichen Schwäbischen Alb über dem Bäratal sind als FFH-Gebiete ausgewiesen.
Das Naturschutzgebiet Galgenwiesen befindet sich im Bereich des Zusammenflusses von Oberer und Unterer Bära. Direkt oberhalb von Bärenthal am Bäratalhang liegt das Naturschutzgebiet Hüttenberg.
Der Abschnitt zwischen der Gemeindegrenze und der Hammerschmiede auf der Gemarkung Fridingen ist als flächenhaftes Naturdenkmal Nr. 83270160006 Bäralauf mit Ufervegetation geschützt.

## Kraftwerk

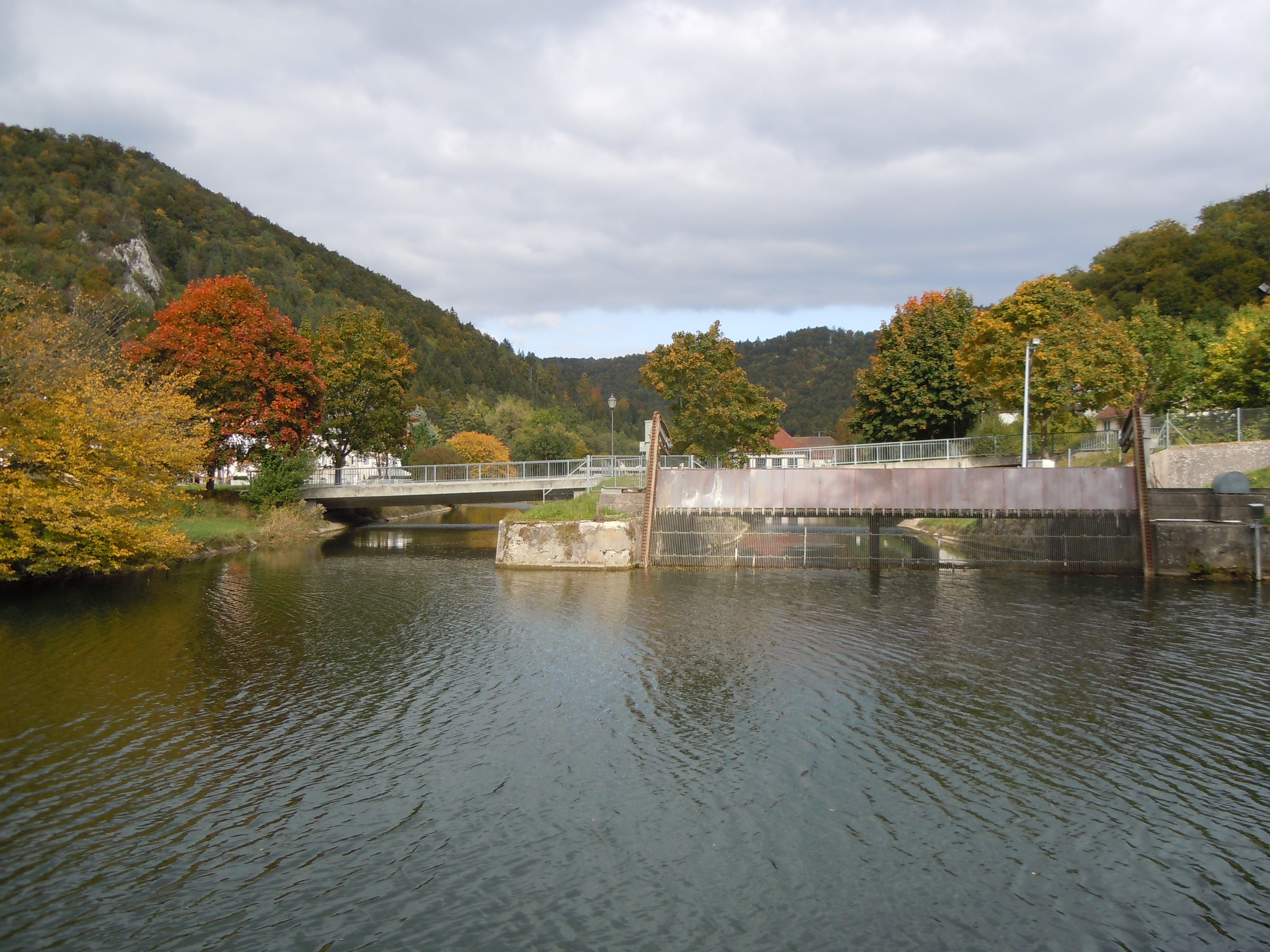
Vorne die Donau, links die Bäramündung, rechts der Einlaufkanal mit Kraftwerksgebäude im Hintergrund (Blickrichtung Nordost)

Die Donau und die Bära treiben das 1915 errichtete Wasserkraftwerk Fridingen an. Das Oberwasser des Kraftwerks stammt aus dem Mühlkanal der Fridinger Stadtmühle an der Bära-Mündung sowie aus einem weiteren Kanal von der Bära. Das Unterwasser wird durch einen 1,4 Kilometer langen Stollen etwa 150 Meter unter der Berghöhe nach Osten geleitet und beim Ostportal des Schanztunnels der Bahnstrecke Tuttlingen–Inzigkofen bereits auf Beuroner Gemarkung (48° 2′ 9,47″ N, 8° 57′ 24,39″ O) wieder in die Donau eingeleitet. Dadurch kann das Gefälle von mindestens zwölf Metern der Donau auf der rund elf Kilometer langen Friedinger Donauschleife zusätzlich genutzt werden, die der Fluss in diesem Abschnitt durchfließt.  Bis auf eine geringe Restmenge wird das Wasser von Donau und Bära in diesem Stollen an den Fridinger Versinkungsstellen in der Donauschleife vorbeigeleitet.

### LUBW
Amtliche Online-Gewässerkarte mit passendem Ausschnitt und den hier benutzten Layern: Läufe und Einzugsgebiete der drei Bäras

Allgemeiner Einstieg ohne Voreinstellungen und Layer: Daten- und Kartendienst der Landesanstalt für Umwelt Baden-Württemberg (LUBW) (Hinweise)
1. 1 2  Höhe nach dem Höhenlinienbild auf dem Hintergrundlayer Topographische Karte.
2. 1 2 3 4 5 6  Höhe nach blauer Beschriftung auf dem Hintergrundlayer Topographische Karte.
3. 1 2 3 4 5 6  Länge nach dem Layer Gewässernetz (AWGN).
4. ↑  Einzugsgebiet nach dem Layer Aggregierte Gebiete 04.
5. 1 2  Einzugsgebiet nach dem Layer Aggregierte Gebiete 05.
6. ↑  Länge der Fridinger Donauschleife nach den Stationierungsdaten des Layers Gewässernetz (AWGN), Stationierungsdaten.
7. ↑  Höhendifferenz nach dem Höhenlinienbild auf dem Hintergrundlayer Topographische Karte.

### Andere Belege
1. 1 2  Friedrich Huttenlocher: Geographische Landesaufnahme: Die naturräumlichen Einheiten auf Blatt 178 Sigmaringen. Bundesanstalt für Landeskunde, Bad Godesberg 1959. → Online-Karte (PDF; 4,3 MB)
2. ↑  Deutsches Gewässerkundliches Jahrbuch Donaugebiet 2006 Bayerisches Landesamt für Umwelt, S. 83, abgerufen am 4. Oktober 2017, Auf: bestellen.bayern.de (PDF, deutsch, 24,2 MB).
3. ↑  www.windkraft-journal.de
4. ↑  Karl Falko Hahn: Donauschleife liefert Strom suedkurier.de. In: Südkurier. 2. Dezember 2005.